# Hato Piñero
El Hato San Miguel, antiguo Hato Piñero es el nombre que recibe una reserva natural sitio turístico y un Monumento Histórico venezolano ubicado en la parroquia El Baúl, en el municipio Girardot del estado Cojedes, en la Región de los Llanos al centro norte del país sudamericano de Venezuela cerca de la localidad de Tinaquillo. Cubre un área aproximada de 80.000 hectáreas y en él se protege a diversas especies de animales  y flora de la región llanera.

## Historia
El área empezó como una de las haciendas coloniales típica de esta parte del país y cambio de propietarios en infinidad de ocasiones especializándose en la Ganadería. En los años 50 del siglo XX  la Compañía de la Familia Branger tomó posesión de las tierras y se prohibió la caza, la tala y la quema  y empezó el desarrollo actividades productivas junto con otros tres programas: educación ambiental, ecoturismo e investigación en taxonomía y ecología.
Los Branger compraron el área al adquirir una hipoteca del Banco Agrícola que data de 1936, liberando la hipoteca y pagando el resto a la Familia Rotondaro que a su vez habían ejecutado otra hipoteca en 1927.
El crédito inicial a los esfuerzos para proteger a esta área es privado, etapa en la cual empezaron actividades como el Ecoturismo, Turismo de Aventura, y la ganadería y se estableció una reserva natural de flora y fauna privada como parte de la Fundación Branger en 1982. Se estableció una casa para visitantes y se empezaron los primeros recorridos tipo safari.
En la actualidad el Hato San Miguel es administrado por la Agropecuaria San Miguel. Desde el 2022 los nuevos administradores se han enfocado en retomar la producción agrícola en el Hato, y conservar la flora y fauna de la región, presente en esta reserva natural.

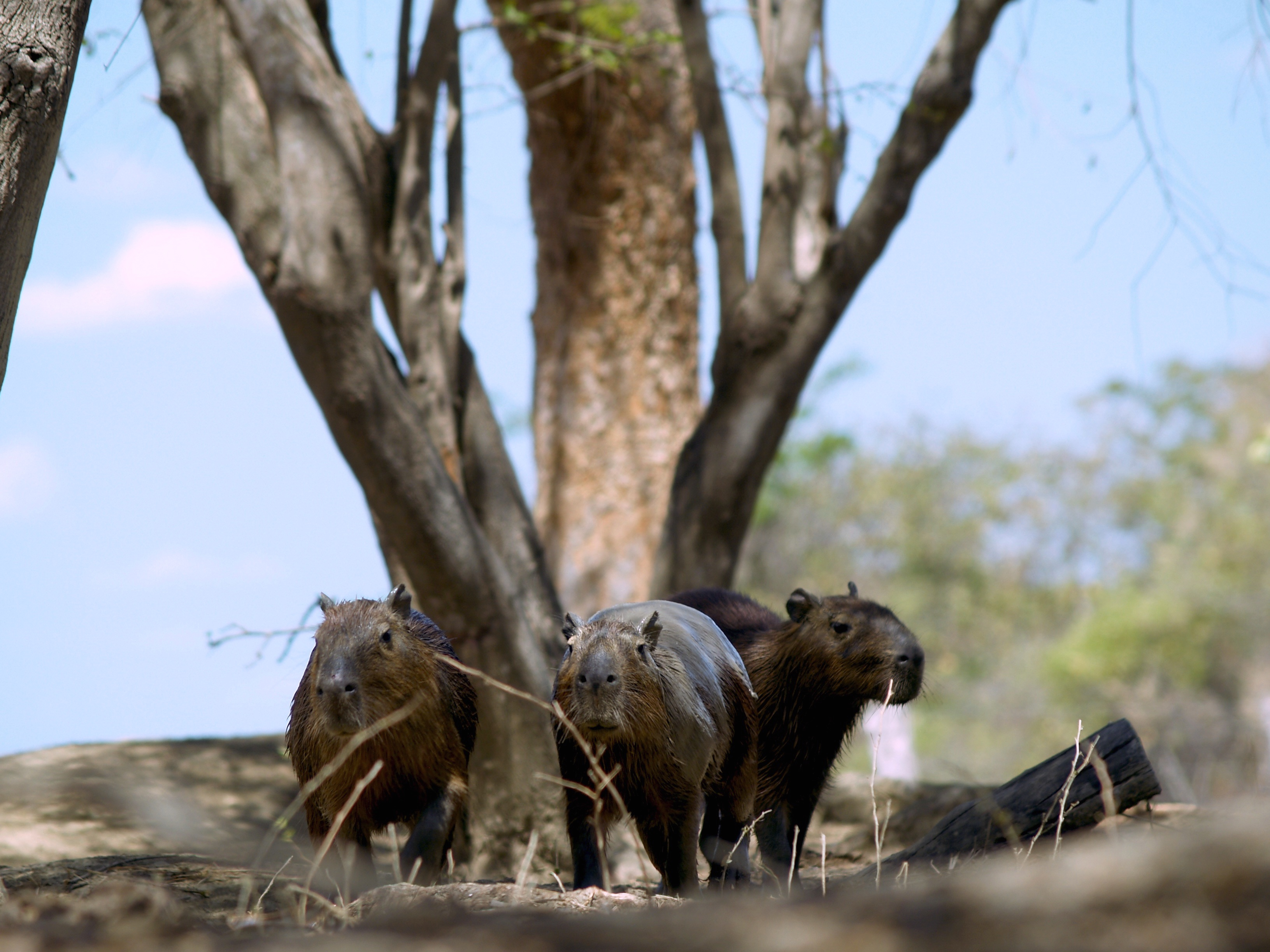
Familia de Chigüires en el Hato San Miguel

## Geografía
Administrativamente el espacio es parte del Municipio Girardot en la parte meridional del Estado Cojedes, en la Región de Los Llanos de Venezuela, al norte de América del Sur. En el área se encuentran diversos rios y canales, pastizales, lagunas (Como el Embalse del Pao) y planicies. Allí se instaló un herbario que se cree posee el 88% de la Flora del estado Cojedes y el 38% de la flora nacional.
Entre sus miles hectáreas, se han protegido 850 especies de plantas, 49 especies de mamíferos, 342 especies de aves, 42 especies de reptiles, 14 especies de anfibios y 104 especies de peces, destacando en este aspecto la protección al llamado paují de copete. También se prestó especial atención a la protección del perro de agua, el manatí, el puma, y el jaguar.

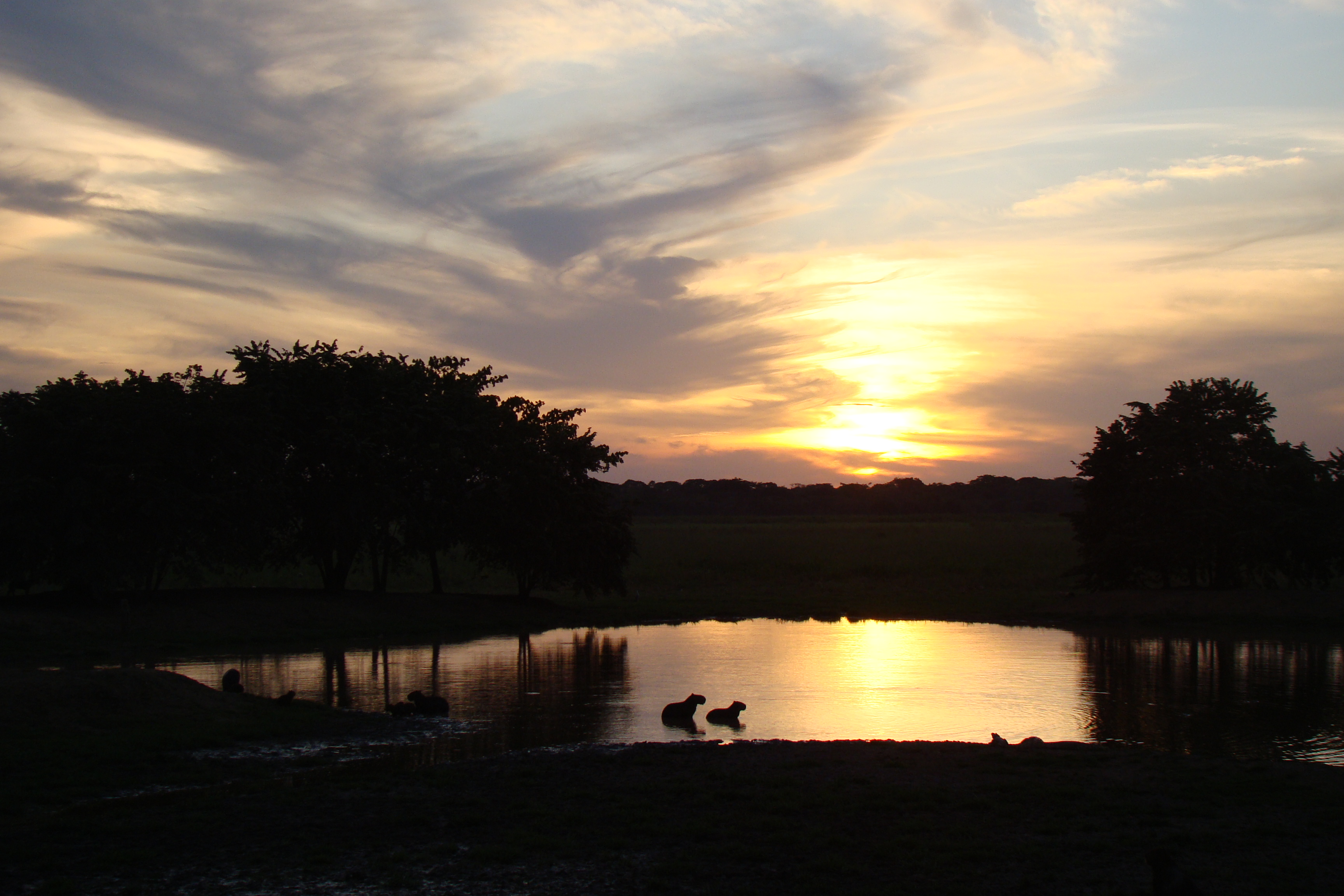
Atardecer en el Hato San Miguel

En el Hato también hay muchas especies que no pertenecen a la región como las Tortugas Galápagos. Son llamativas especies de los llanos como la Anaconda, una de las serpientes más grandes, El Jaguar, o el Chigüire, el roedor más grande en Venezuela.

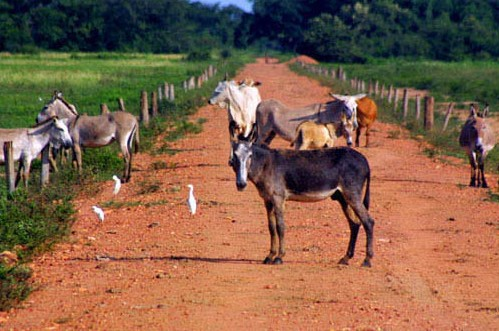
Ganado en el Hato San Miguel

Su producción ganadera no solo es conocida por sus investigaciones en el campo de la inseminación artificial, sino también por la creación de su nueva raza el Rojo Piñereño.